# Bistum Santo Tomé
Das Bistum Santo Tomé (lat.: Dioecesis Sancti Thomae in Argentina, span.: Diócesis de Santo Tomé) ist eine in Argentinien gelegene römisch-katholische Diözese mit Sitz in Santo Tomé.

## Geschichte
Das Bistum Santo Tomé wurde am 3. Juli 1979 durch Papst Johannes Paul II. mit der Päpstlichen Bulle Romani est Pontificis aus Gebietsabtretungen des Erzbistums Corrientes und des Bistums Goya errichtet. Es wurde dem Erzbistum Corrientes als Suffraganbistum unterstellt.

## Bischöfe von Santo Tomé
- Carlos Esteban Cremata, 1979–1985
- Alfonso Delgado Evers, 1986–1994, dann Bischof von Posadas
- Francisco Polti Santillán, 1994–2006, dann Bischof von Santiago del Estero
- Hugo Norberto Santiago, 2006–2016, dann Bischof von San Nicolás de los Arroyos
- Gustavo Alejandro Montini, seit 2016